# アイシュワリヤー・ラーイ・バッチャン
アイシュワリヤー・ラーイ・バッチャン（Aishwarya Rai Bachchan、1973年11月1日 - ）は、インド出身の女優、モデル。1994年のミス・ワールド。ニックネームはAsh（アイシュ）。インドを代表するセレブリティの一人である。

## 来歴
インド南部のカルナータカ州マンガロール生まれ。子供の頃からモデルとして活躍、多くの広告などに登場。学校では建築を学んでいたが、1994年にミス・ワールドに選ばれて1997年にスクリーンデビュー。1999年に最優秀女優賞を受賞しトップ女優の一人になる。その美貌とセクシーなダンスで世界に知られる。ロレアルのイメージキャラクターをつとめる。

## 私生活
同じくインドの俳優であるアビシェーク・バッチャン (Abhishek Bachchan) とは2006年頃より交際が噂されていたが、2007年1月に婚約を発表、同年4月に結婚した。また、夫の父親（つまり義父）のアミターブ・バッチャン(Amitabh Bachchan)は、国会議員経験もあるヒンディー語映画界（ボリウッド）の大物俳優である。
母語であるトゥル語のほかに、英語、ヒンディー語、カンナダ語、タミル語、マラーティー語などの言語を話すことができる。

## 主な出演作品
- ザ・デュオ Iruvar (1997)
- ジーンズ 世界は2人のために Jeans (1998年)
- ミモラ 心のままに Hum Dil De Chuke Sanam (1999)
- タール Taal (2000年)
- デーヴダース Devdas (2002年) - インド映画史上4度目の映画化となるインド国内では特に有名な悲恋物語。ロンドン留学から帰国した青年デヴダスは幼なじみのパロ（アイシュ）に恋心を抱くが、身分の差から結婚を反対される。
- Bride & Prejudice (2004年)
- シャブド　Shabd　(2005)
- ウムラーオ・ジャーン　Umrao Jaan (2006年)
- ドゥーム2　Dhoom 2 (2006)
- Provoked (2007年)
- The Last Legion (2007年)
- Jodhaa Akbar (2008)
- ピンクパンサー2　The Pink Panther 2 (2009年)
- ロボット Enthiran (2010年)
- Action Replayy (2010年)
- Guzaarish (2010年)
- Jazbaa (2015年)
- PS1 黄金の河（2022年）
- PS2 大いなる船出（2023年）